# 張氏容
孝武皇后（こうぶこうごう、ヒエウ・ヴー・ホアン・ハウ、ベトナム語：Hiếu Vũ Hoàng Hậu / 孝武皇后、永盛8年3月（1712年4月） - 永佑2年10月6日（1736年11月8日））は、広南国主阮福濶の正室。名は張氏容（ベトナム語：Trương Thị Dung / 張氏容）。または張氏除（ベトナム語：Trương Thị Trừ / 張氏除）、張氏鋧（ベトナム語：Trương Thị Hiện / 張氏鋧）ともいう。

## 生涯
掌奇張文創の娘として清華貴県（現在のハチュン県）に生まれる。母は宋氏。初め潛邸に侍し、続いて右宮嬪に封じられ、阮福暲・阮福㫻・阮福昱・阮氏玉瑤の3男1女を儲けた。永佑2年10月6日（1736年11月8日）に25歳で死去。修儀夫人（ベトナム語：Tu Nghi Phu Nhân / 修儀夫人）の号を贈られたが、後に温誠太妃（ベトナム語：Ôn Thành Thái Phi / 溫誠太妃）と追贈され、富春の永泰陵（現在のトゥイスアン坊）に葬られた。
嘉隆5年6月8日（1806年7月23日）、孫の嘉隆帝によって温誠徽懿荘慈毓聖孝武皇后（ベトナム語：Ôn Thành Huy Ý Trang Từ Dục Thánh Hiếu Vũ Hoàng Hậu / 溫誠徽懿莊慈毓聖孝武皇后）と追尊され、その神体は太祖廟左四室に安置された。